# Lengyelország májusi alkotmánya

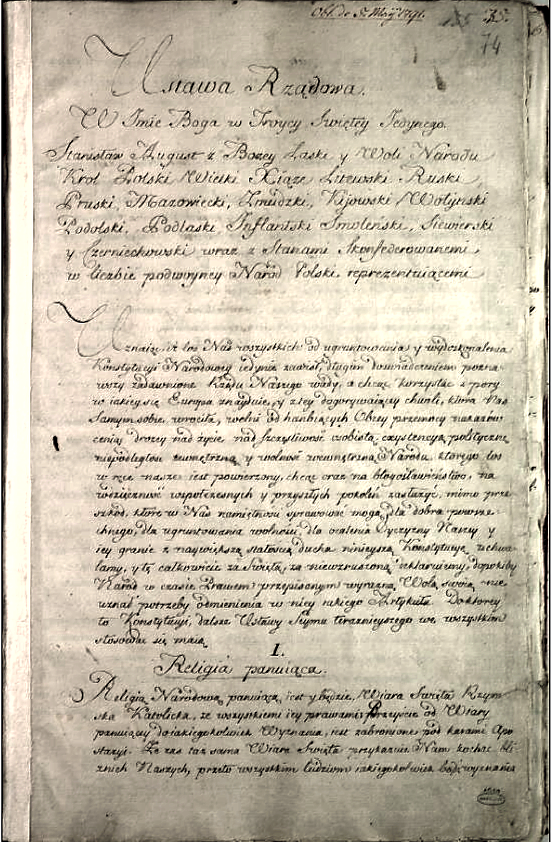
A Május 3-i alkotmány eredeti, kézzel írt szövege

Lengyelország májusi alkotmánya, vagy gyakrabban használt elnevezésével: a Május 3-i alkotmány (lengyelül: Konstytucja Trzeciego Maja vagy Konstytucja 3 Maja 1791 roku, litvánul: Gegužės trečiosios konstitucija) a világ második és Európa első modern, kartális alkotmánya, melyet 1791. május 3-án fogadott el a Lengyel–Litván Unió államának korszakos jelentőségű szejmje, a nagy szejm (Sejm Wielki).
A törvény alkotmányos monarchiát teremtett, a hatalommegosztás elve szerinti elkülönült jogalkotói, végrehajtói és bírói hatalmi ágakat hozott létre, s megszüntetve a lengyel–litván állam kettősségét – az uniót – egységes köztársaságot alakított ki (Rzeczpospolita Polska). Politikai értelemben egyenlőnek mondta ki a városi polgárságot a nemességgel, állami védelem alá helyezte a feudális kötöttségek alól felszabadított jobbágyságot, vallásszabadságot hirdetett, továbbá eltörölte a liberum veto intézményét.

## Története
A 18. század közepén Lengyelországot az állami és politikai élet zavarai jellemezték. Hozzáadódott ehhez, hogy feltörekvő szomszédjai, az Orosz Birodalom, a Porosz Királyság és a Habsburg Birodalom függetlenségének elvesztésével, népességének és területének bekebelezésével fenyegette. A lengyelek a belső és külső veszélyekre válaszul világtörténelmi jelentőségű reformokat hajtottak végre az oktatás, a gazdaság, az állami szervezetek és a jogrendszer területén. Az 1791-es alkotmányozást így egy több évtizedes, a felvilágosodásra alapozott fejlődés előzte meg. Már 1771-72-ben megbízást adtak Gabriel Bonnot de Mably és Jean-Jacques Rousseau számára, hogy dolgozzanak ki koncepciót a lengyel polgári alkotmányozás számára. Rousseau A lengyel kormány figyelmébe címmel írta meg munkáját. 1776-ban Andrzej Zamoyski volt kancellár is megbízást kapott a szejmtől, hogy készítsen elő egy új törvénykönyvet. A Zamoyski Kódex ugyan nem lett törvény, de számos progresszív javaslatot fogalmazott meg.
Az 1791-es alkotmány megszövegezésekor leginkább Stanisław Konarski, Józef Wybicki, Hugo Kołłątaj, Stanisław Staszic és Ignacy Krasicki filozófiai és politikai munkái hatottak a jogalkotásra. Az alkotmány tényleges megszövegezői a következők voltak:

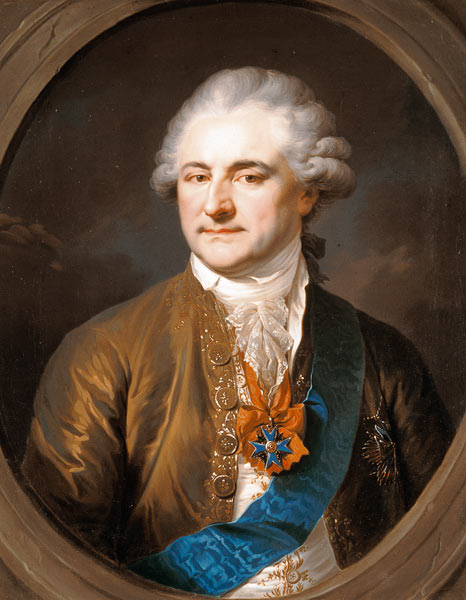
II. Szaniszló Ágost király (1732–1798)
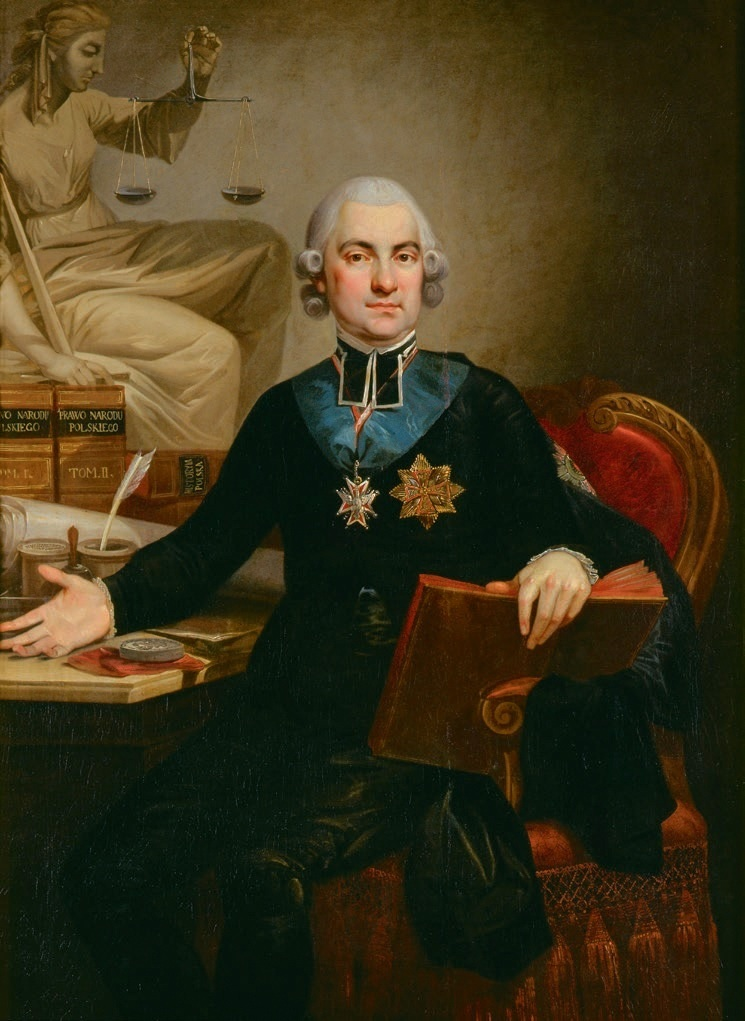
Hugo Kołłątaj (1750-1812)
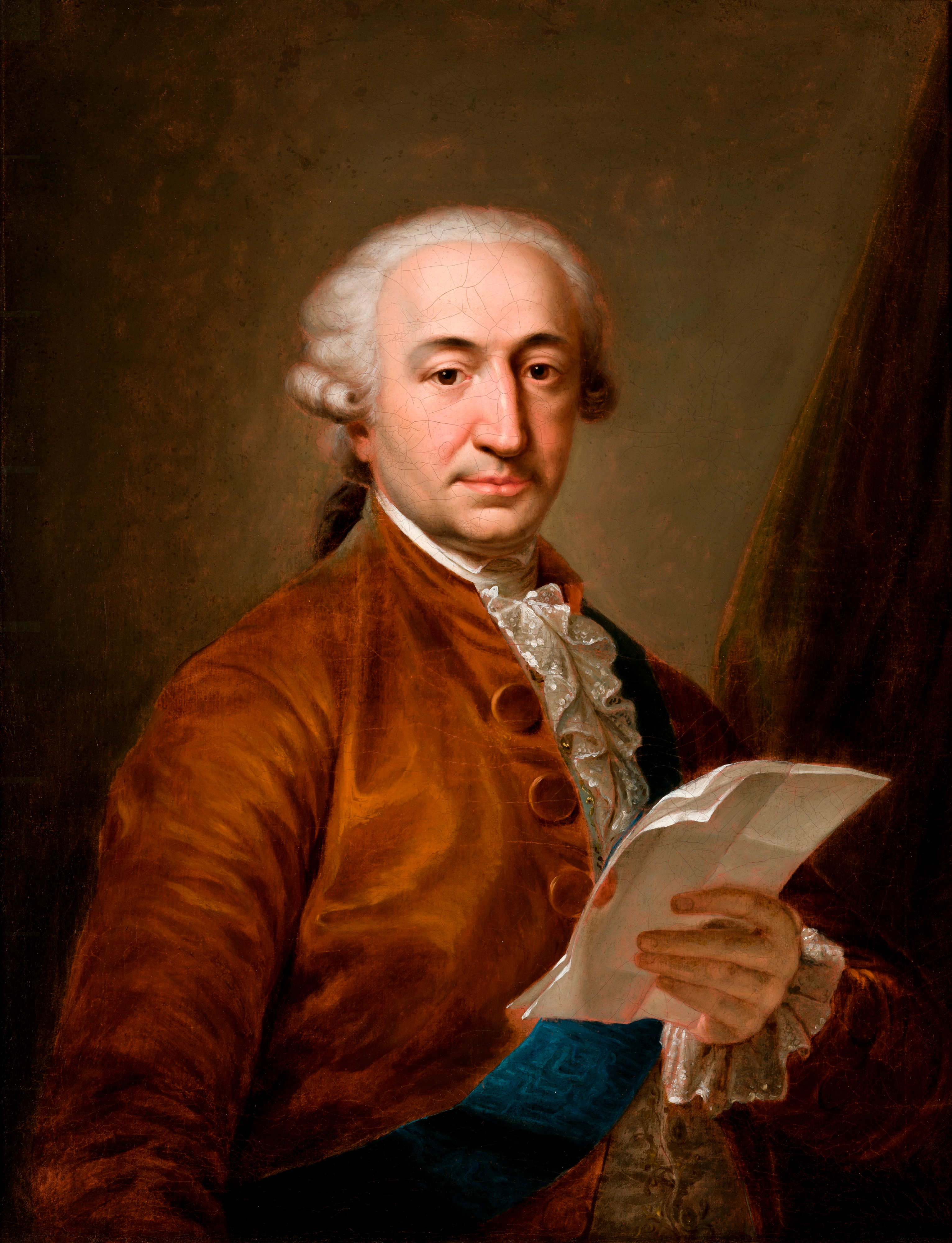
Stanisław Małachowski (1736-1809)
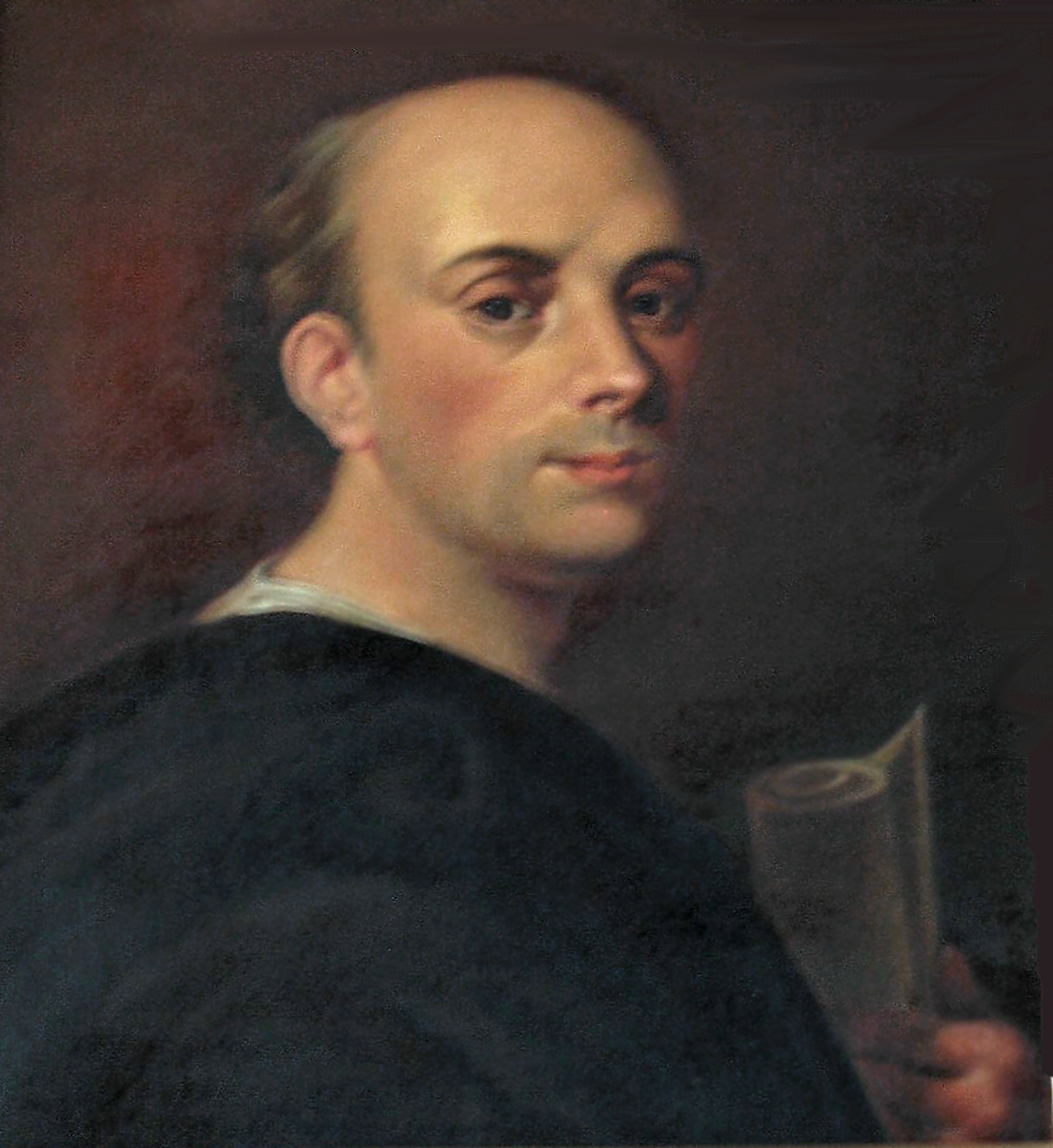
Scipione Piattoli, a király titkára (1749-1809)
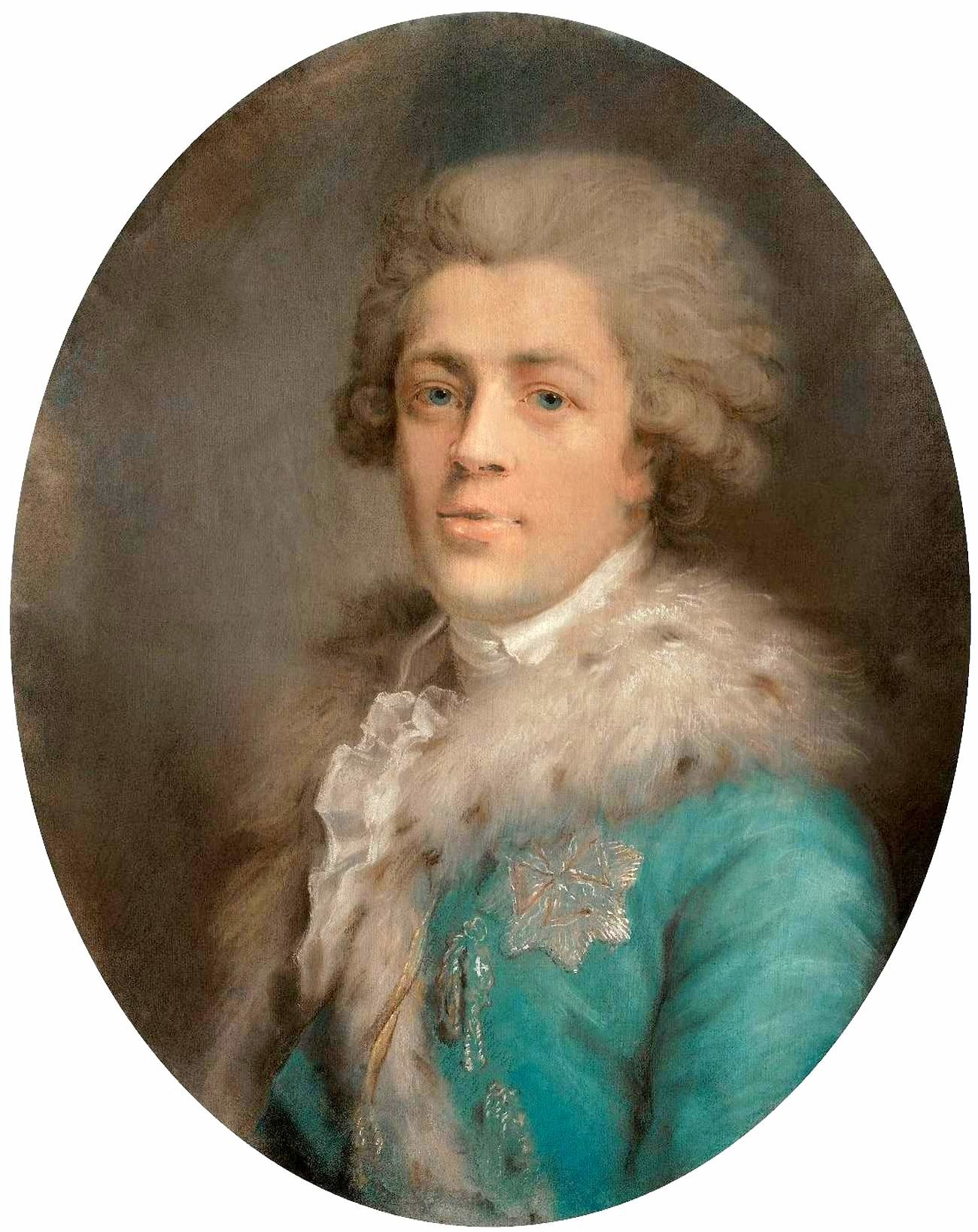
Ignacy Potocki (1750–1809)
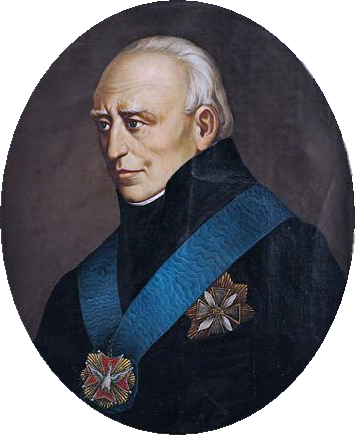
Stanisław Staszic (1755-1826)

Az alkotmányról való szavazás „békés államcsíny” keretében történt. A reformerők titokban készítették elő a „kormányzati törvényre” vonatkozó javaslatukat, és a húsvét utáni napokra tűzték ki a tárgyalását, amikor sok konzervatív követ még otthon tartózkodott. A szavazás után néhányan tiltakoztak, de a szejm vizsgálóbizottsága május 5-én megállapította, hogy a jogalkotás törvényes volt. Nem sokkal később Hugo Kołłątaj Az alkotmány barátai (Zgromadzenie Przyjaciół Konstytucji Rządowej) néven politikai csoportot hozott létre abból a célból, hogy a még bizonytalankodókat megnyerjék az alkotmány ügyének, illetve hogy előkészítsék a további, még mélyrehatóbb alkotmányos reformokat. Napjainkban ezt a politikai képződményt tartják az első modern lengyel pártkezdeménynek.
A reformok ellenzéke (Franciszek Ksawery Branicki, Stanisław Szczęsny Potocki, Seweryn Rzewuski, Szymon és Józef Kossakowski) azonban nem nyugodott bele a vereségbe. Létrehozta a targowicai konföderációt, és II. Katalin cárnő segítségét kérve polgárháborút robbantott ki, illetve legitimálta az orosz megszállást. Az alkotmányhoz hű erők Kościuszko Tádé (Tadeusz Kościusko) vezetésével fegyverrel próbálták megvédelmezni a reform eredményeit és az ország függetlenségét. A harc és maga az állam elbukott, s az alkotmányt 1793. november 23-án a Hrodnai Szejm hatályon kívül helyezte. Hamarosan pedig megtörtént Lengyelország három felosztásának folyamatában a második.
A törvény két megszövegezője, Ignacy Potocki és Hugo Kołłątaj is emigrációba menekült, s 1793-ban közösen könyvet jelentetett meg O ustanowieniu i upadku Konstytucji 3 Maja (Az 1791. május 3-i alkotmány születése és bukása) címmel. Szavaik szerint a májusi alkotmány volt „az elmúló haza végakarata és testamentuma”. Az ország harmadik, teljes körű felosztására 1795-ben, az újabb Kościuszko-féle felkelés bukása után került sor. Lengyelország csak 123 év után, 1918-ban szerezte vissza függetlenségét.
Az alkotmány megalkotásának centenáriumán Jan Matejko lengyel festő készített egy historikus festményt az eseményről az 1791. május 3-i alkotmány címmel.

## Az alkotmány rendelkezései

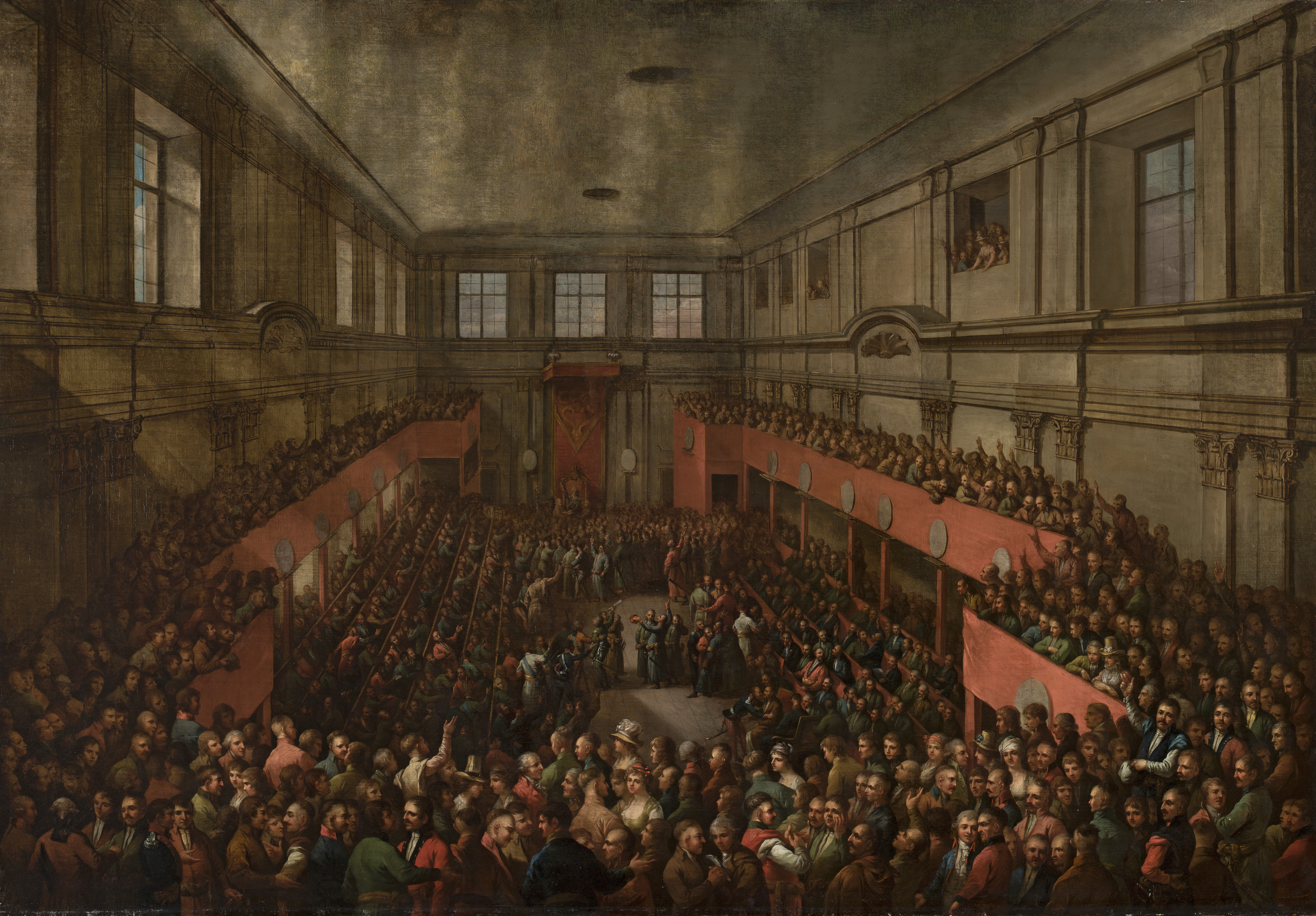
A varsói Királyi palotában tanácskozó nagy szejm (1788–1792) megalkotja a Május 3-i Alkotmányt.

Az Alkotmány bevezetőt, 11 érdemi cikkelyt és az aláírásokat tartalmazza. Rendelkezései:

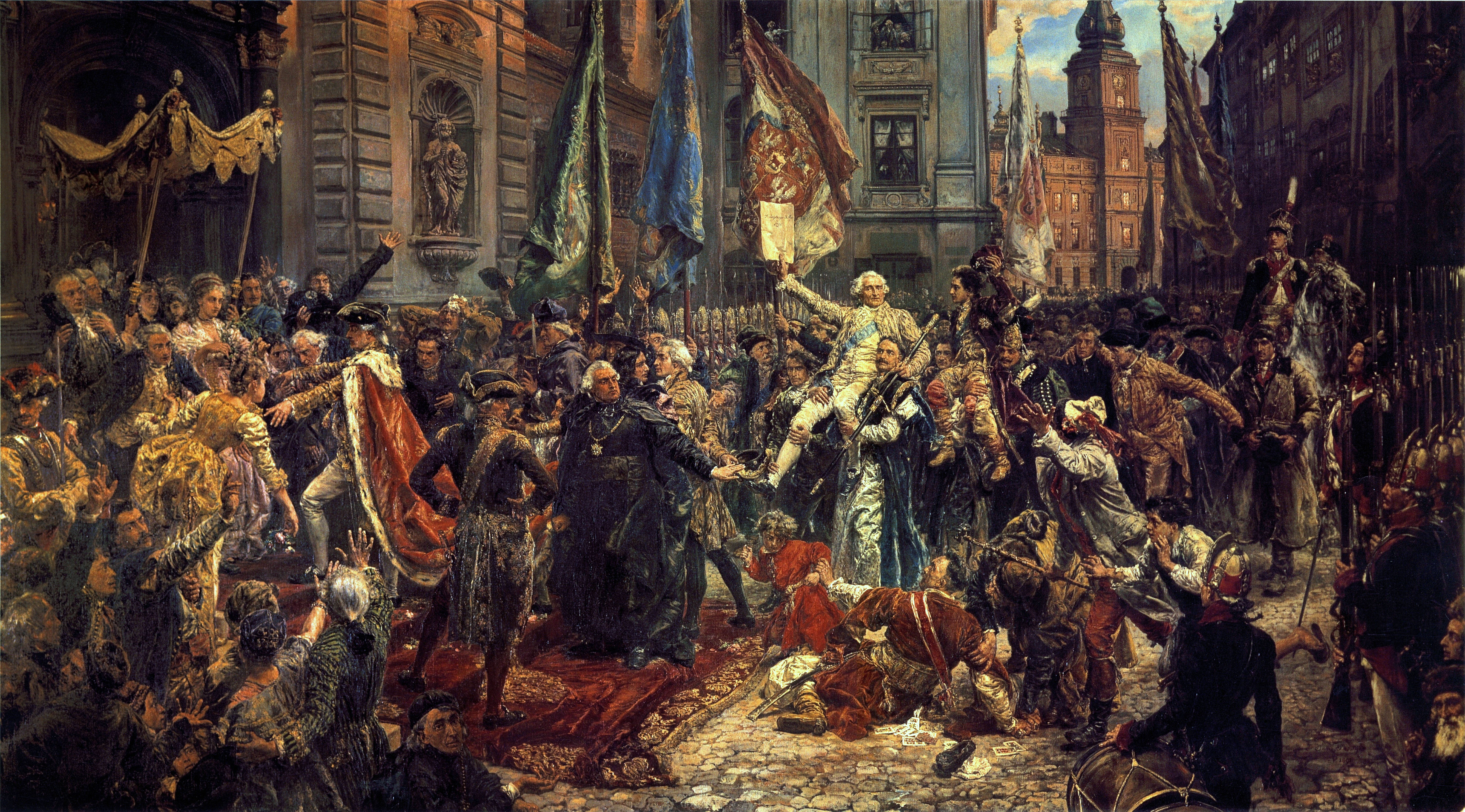
Jan Matejko: 1791. május 3-i alkotmány, (1891). II. Szaniszló Ágost lengyel király belép a Keresztelő Szent János Székesegyházba, ahol a Szejm tagjai esküt tesznek az új alkotmány megtartására. A háttérben a varsói királyi palota, ahol az alkotmányt éppen elfogadták.

- Preambulum: Az ünnepélyes bevezető megállapítja, hogy Lengyelország végveszélybe került, de az Európai helyzet kedvező ahhoz, hogy az alkotmányos út segítségével reformokat hajtsanak végre a jólét, a függetlenség, a szabadság és a jövő nemzedékek érdekében.
- I. Az uralkodó vallás: Rögzíti, hogy az országban a római katolikus hit az uralkodó vallás. Tiltja ugyanakkor szankciók alkalmazását a hitehagyókkal szemben, illetve biztosítja bármely vallás és rítus szabad gyakorlását az ország területén és törvényeinek keretei között.
- II. A földbirtokos nemesség: Elismeri a nemesség társadalomvédő és vezető szerepét, s biztosítja számukra az évszázadok alatt kikristályosodott nemesi szabadságjogokat és előjogokat (kiváltságokat). Megállapítja a nemesi jogegyenlőséget, továbbá a nemes személyének és tulajdonának sérthetetlenségét, pl. a szabad öröklés jogát.
- III. A városok és a városi polgárok: Csupán hivatkozást tartalmaz a nagy szejm által korábban megalkotott, „Az Unió szabad királyi városai” című törvényre (ez a polgárság politikai helyzetét is rendezte), mintegy alkotmányos erőt kölcsönözve neki.
- IV. A jobbágyok: Az igazságosság, a humanizmus és a keresztényiesség nevében annak deklarálásával kezdődik, hogy az ország gazdagságát a parasztság keze munkája gyarapítja a legbőségesebben. Éppen ezért a nemzeti kormány ellenőrzése és védelme alá helyez minden olyan szerződést, amelyet nemesek jobbágyokkal, jobbágyfalvakkal vagy jobbágyközösségekkel kötnek. Kimondja, hogy a szerződésben foglaltak nemcsak az azt megkötő nemest, de örököseit és mindenfajta más jogutódjait is kötelezik, a szerződés feltételei egyoldalúan nem módosíthatók. Második része garantálja a szabad és ingyenes költözés jogát a szabaddá vált jobbágyoknak, illetve tiltja, hogy a felszabadult parasztot újra jobbágysorba hajtsák.
- V. A kormányzás és az állami hatalom: Lefekteti, hogy minden állami hatalom a népakaratból ered. Az állam, a polgári szabadság és a társadalmi rend integritása, továbbá a hatalmi egyensúly érdekében három hatalmi ágat különít el: jogalkotás, legfelső végrehajtás és igazságszolgáltatás.
- VI. A szejm és a jogalkotói hatalom: A törvényhozás szervezetéről és működéséről, a jogalkotási eljárásról és a jogszabályok típusairól szól. A szejm kétkamarás parlament. Alsóháza a Képviselőház, felsőháza a Szenátus, elnöke a király. A Képviselőház a nemzeti szuverenitás megtestesítője, ezért minden törvényjavaslatot először itt kell megtárgyalni. A gyakori alkotmánymódosítások elkerüléséért az alkotmányozásra a rendes jogalkotási eljárásnál szigorúbb szabályokat rendel. Jogforrások:

1. általános törvények: alkotmányos, polgári, büntető- és adóval kapcsolatos törvények,
2. határozatok: mindenféle egyéb döntés, pl. az államadósság, a rendes és rendkívüli közkiadások, a háború és béke vagy a nemzetközi szerződések terén.

- VII. A király és a végrehajtó hatalom: Alkotmányos monarchiát teremt. Legfontosabb rendelkezése, hogy a végrehajtó hatalom (a király) jogot nem alkothat és nem értelmezhet (ez más elkülönült hatalmi ágak feladata), ugyanakkor szigorúan csak a törvények keretei között, a törvények végrehajtása és a végrehajtás ellenőrzése érdekében járhat el. Az állam stabilitása érdekében megszünteti a királyválasztás intézményét, s öröklési jogot biztosít a szász választófejedelmi címmel rendelkező Wettin-ház javára úgy, hogy a királyoknak fel kell esküdniük az alkotmányra. A végrehajtói hatalom jogkörébe utalja a törvényszékek és a magisztrátusok alapítását, az állami tisztségviselők kinevezését vagy kinevezésük megerősítését (szentesítését), a hadsereg legfelsőbb vezetését, a közkegyelem gyakorlását, a pénz- és bélyegkibocsátást stb. Létrehozza a Királyi Tanácsot (a kormányt) a prímással, öt miniszterrel (rendőrség, pecsét, hadügy, pénzügy és külügy) és két titkárral.
- VIII. A bírói hatalom: Függetleníti a jogalkotói hatalomtól és a királytól, és megállapítja szervezetét, hatáskörét és illetékességét. Négyszintű bírósági rendszert és különbíróságokat (városi, paraszti) hoz létre. A bíróságok polgári, büntető és közigazgatási ügyekben járhatnak el. Új polgári és büntető törvénykönyv kodifikálására ad utasítást.
- IX-X. A régensség és a király fiának oktatása: A régensség feltételeit, a hatalomgyakorlás módját, valamint a trónörökös oktatása-nevelése felügyeletének szabályait állapítja meg.
- XI. Nemzeti Hadsereg: A végrehajtó hatalomnak alárendelt modern hadsereget hoz létre, de a haza és a szabadság védelmét valamennyi polgár kötelességévé teszi.
- XII. Aláírások: Az alkotmányt 14 követ szignálta.

Az Alkotmányt kézzel írták, de hamarosan nyomtatásban is megjelentették. Később kiegészült a választójogról és az egységes Lengyel Köztársaságról szóló rendelkezésekkel.

## A lengyel és magyar alkotmányozás
Szemben Lengyelországgal, Magyarországon a reformokat fentről, rendeleti úton igyekeztek bevezetni az abszolutista uralkodók, Mária Terézia és fia, II. József. Az országgyűlés jogalkotásában rendszerszerűen ezért csak évtizedekkel később, 1848-ban jelentek meg a lengyelhez hasonló, polgári elveken nyugvó jogi szabályok és intézmények. A májusi alkotmánnyal így leginkább a magyar áprilisi törvények rokoníthatók.
A Május 3-i alkotmányt gyakran nevezik „Európa első írott alkotmányának”. Ez megtévesztő, hiszen például a magyar történelmi alkotmány is írásba volt foglalva előbb latin, később magyar nyelven is. A félreérthetőség oka, hogy az „írott” az alkotmánytudományban kartálist (kodifikáltat) jelent, nem pedig szó szerinti írásbeliséget. A helyes ezért a „polgári” vagy „kartális” jelző használata az alkotmánnyal kapcsolatban.
Számos korabeli jogszabály mutat polgárias jelleget, egy adatbázis pl. három magyar alkotmányos törvényt is felsorol 1791-ből. Ezek azonban nem kérdőjelezik meg a Május 3-i alkotmány jelentőségét.

## Fordítás
- Ez a szócikk részben vagy egészben a Konstytucja 3 maja című lengyel Wikipédia-szócikk ezen változatának fordításán alapul.  Az eredeti cikk szerkesztőit annak laptörténete sorolja fel. Ez a jelzés csupán a megfogalmazás eredetét és a szerzői jogokat jelzi, nem szolgál a cikkben szereplő információk forrásmegjelöléseként.